# Alejandro Aguilar (actor)
Alejandro Aguilar Vásquez (Ibagué, Colombia; 15 de febrero de 1982) es un actor, director y productor colombiano que se destacó por su actuación en la serie Rosario Tijeras por su interpretación del personaje "El Cachi".

## Biografía
La base de su formación actoral la realizó con los maestros Rubén di Pietro y Alfonso Ortiz.  Complementó esos estudios con maestros como Grace Denoncourt, Raúl Quintanilla, Tao Sierra, Barnaby King y Cynthis Eithinger y V.J. Foster en The Actor´s Gang, entre otros. Actualmente se especializa en la técnica Meisner con los maestros Stephen Bayly y María Gowland con quienes recientemente tomó su tercer taller en San Antonio de los Baños, Cuba.
Su carrera más prolífica la ha desarrollado en el cine y algunas de sus películas son: Siempreviva (KlychLópez) La caravana de Gardel (Carlos Palau), Estrategia de una venganza  (Carlos Varela), El último aliento (Rene Castellanos ) Silencio en el paraíso y La justa medida (ColbertGarcía), El páramo (Jaime Osorio), 180 segundos, Destinos  (Alexander Giraldo), Presos (Esteban Ramírez), La Espera (Sofia Osorio) Las Tetas de mi madre (Carlos Zapata). 
- Series web : Dejavú y Entre panas.
- En teatro destacan La Historia del Zoológico dirigida por Mateo Stivelberg, Reflejos ( Matías Feldman) El andamio con vista adentro (Miguel Bernal) Despachados dirigida por Quique Mendoza, Crónica de una muerte anunciada dirigida por Jorge Alí Triana y Oscar Yepes, El Oso dirigida por Leonardo Petro.
- Casting, esto es solo un show, Vidas al borde, Sala de espera, Dirección el clan.
- Director de casting de la película, Pasos de héroe.
- Productor y coproductor de : Destinos, Las tetas de mi madre.  Su carrera en televisión incluye series como Rosario Tijeras y La Prepago.

## Filmografía

### Televisión
| Año       | Título                                 | Personaje          | Canal              |
| --------- | -------------------------------------- | ------------------ | ------------------ |
| 2022      | La receta de Eva                       |                    | Canal Capital      |
| 2022      | Reputación                             | Ricardo            | Canal Capital      |
| 2019      | Jugar con fuego                        | Gildardo           | Telemundo          |
| 2017      | El Chapo                               | Toño               | Univision          |
| 2013      | La prepago                             | Jimmy              | Canal RCN          |
| 2012-2013 | Corazones Blindados                    | Onofre Fandiño     | Canal RCN          |
| 2010      | Amor sincero                           | Julian             | Canal RCN          |
| 2010      | Rosario Tijeras                        | El Cachi           | Canal RCN          |
| 2007-2009 | Tu voz estéreo                         | Varios personajes  | Caracol Televisión |
| 2007      | Victoria                               | Actuación especial | Telemundo          |
| 2007      | Sin ruta                               | David Ballesteros  | Señal Colombia     |
| 2005      | Séptima puerta                         |                    | Caracol Televisión |
| 2004      | Casados con hijos                      |                    | Caracol Televisión |
| 2003      | Pasión de gavilanes                    | Actuación especial | Caracol Televisión |
| 2002      | Historias de hombres solo para mujeres |                    | Caracol Televisión |

## Programas
| Año  | Título                        | Rol                 | Canal          |
| ---- | ----------------------------- | ------------------- | -------------- |
| 2020 | Pasus3 En Casa                | Invitado            | Youtube        |
| 2010 | Protagonistas de nuestra tele | Entrenador personal | RCN Televisión |

## Cine
| Año  | Título                      | Personaje       | Nota |
| ---- | --------------------------- | --------------- | ---- |
| 2022 | Ermitaño                    | Horacio         |      |
| 2021 | Suricatos albinos           |                 |      |
| 2019 | El padrino                  | Ramon           |      |
| 2019 | La frontera                 | Miguel          |      |
| 2018 | Amalia                      | Julian          |      |
| 2017 | Empeliculados               | Jorge           |      |
| 2017 | La Espera                   | Julian          |      |
| 2016 | 20 Dollars in Havana        | Pachi           |      |
| 2016 | Colapso                     | Carlos          |      |
| 2015 | Revenge strategy            | Mauricio        |      |
| 2015 | Siempre viva                | Humberto        |      |
| 2015 | Las tetas de mi madre       | Álvaro          |      |
| 2015 | La Caravana de Gardel       | Dionisio Arango |      |
| 2015 | El último aliento           | La Mosca        |      |
| 2015 | Presos                      | John Jairo      |      |
| 2015 | Anthropos                   |                 |      |
| 2014 | Destinos                    | Luis            |      |
| 2013 | El ascenso del globo blanco | Benjamin        |      |
| 2013 | La justa medida             | Rocco           |      |
| 2012 | 180 Segundos                | Ri              |      |
| 2011 | Fronteras                   | Manuel          |      |
| 2011 | Silencio en el paraíso      | Fabián          |      |
| 2011 | El páramo                   | Cabo Cortez     |      |
| 2010 | Falsos positivos            |                 |      |
| 2010 | En tus manos                | Rico            |      |

### Productor
| Año  | Título                | Nota |
| ---- | --------------------- | ---- |
| 2018 | Preassure             |      |
| 2018 | Vocation              |      |
| 2017 | Mary                  |      |
| 2016 | Destinos              |      |
| 2015 | Las tetas de mi madre |      |
| 2015 | La Caravana de Gardel |      |
| 2015 | Violeta               |      |
| 2014 | Destinos              |      |

### Director
| Año  | Título                     | Nota |
| ---- | -------------------------- | ---- |
| 2018 | Preassure                  |      |
| 2018 | Vocation                   |      |
| 2017 | Mary                       |      |
| 2016 | 20 Dollars in Havana       |      |
| 2015 | Violeta                    |      |
| 2015 | Anthropos                  |      |
| 2014 | Nona                       |      |
| 2010 | Sinfonía de tiempo perdido |      |

### Director de casting
| Año  | Título         | Nota |
| ---- | -------------- | ---- |
| 2016 | Pasos de héroe |      |

### Escritor
| Año  | Título               | Nota |
| ---- | -------------------- | ---- |
| 2018 | Preassure            |      |
| 2018 | Vocation             |      |
| 2017 | Mary                 |      |
| 2016 | 20 Dollars in Havana |      |
| 2015 | Violeta              |      |
| 2014 | Nona                 |      |

## Documental
| Año  | Título                        | Personaje      | Nota |
| ---- | ----------------------------- | -------------- | ---- |
| 2017 | Los Presidentes que no fueron | Jose Antequera |      |

## Serie web
| Año  | Título      | Personaje        |
| ---- | ----------- | ---------------- |
| 2020 | Cuarentino  | El mismo         |
| 2017 | Entre Panas | Fabio "El Profe" |
| 2013 | Deja Vu     | Lucas            |
| 2011 | Fronteras   | Manuel           |

### Vídeo musical
| Año  | Título          | Artista  |
| ---- | --------------- | -------- |
| 2020 | Adicta al dolor | Marbelle |

## Teatro
- Rumba sin rumbo Dirección: Yolanda Rayo y Lenin Uningarro. 2011
- Recasting autoría y dirección: Alejandro Aguilar, producción: yago producciones, cabaret Colombia 2011.
- Casting Autor: Alejandro Aguilar y Max Henríquez - Dir. Alejandro Aguilar y Alfonso Ortiz.
- Decir sí Autor: Griselda Gambaro - Dir. Inés Pietro
- Todo para Ellas (musical) - Dir. Gustavo Olvera
- Crónica de una Muerte anunciada Autor: Gabriel García Márquez - Dir. Jorge Alí Triana & Oscar Yépez
- Los hijos de la Locura Autor: Raúl Gómez Jatin - Dir. Tao Sierra
- El Acompañamiento Autor: Carlos Gorostiza - Dir. Tao Sierra
- La Historia del Zoológico Autor: Eduardo Albee - Dir. Alfonso Ortiz
- El Conversatorio Autor: Ezequiel Montana - Dir. Alfonso Ortiz
- El Infiel Autor: Gustavo Bolívar - Dir. Alfonso Ortiz
- Celos Autor: María Félix Tizcornia - Dir. Alfonso Ortiz
- El Oficio de Vestirse – La Más - (Monólogo) Autor: María Mercedes Carranza Dir. Alfonso Ortiz
- El Balcón (Jean Genet) Dir. Rubén Dipietro y Vilma Sánchez (Ejercicios Escénicos)
- Reflejos Teatro Espacio odeon y la puerta abierta 2015
- Vidas al borde - Dir. Alejandro Aguilar 2015
- Sala de espera - Dir. Alejandro Aguilar Teatro cámara Ruben Dipietro 2016
- De Psicopatas y otros hombres - Dir: Alejandro Aguilar 2017
- Los Pied Pipers de Wodside 2019
- Diagnostico de un retrato famliiar - Dir. Alejandro Aguilar 2019
- Discreta bestialidades - La maldita vanidad Teatro del presagio 2019-2022[8][9]
- The penguin club - Dir: Alejandro Aguilar 2023[10]
- Un hombre ajeno - Dir: Mateo Stivelberg 2023[11]
- Implicados - Dir. Mateo Stilverger 2024[12]

## Premios y nominaciones

### Premios Tvynovelas
| Año  | Categoría                          | Telenovela / Serie | Resultado |
| ---- | ---------------------------------- | ------------------ | --------- |
| 2013 | Actor de Reparto Favorito de Serie | La prepago         | Nominado  |
| 2011 | Mejor Actor Antagónico de Serie    | Rosario Tijeras    | Nominado  |

### Otros premios obtenidos
- Best Male Supporting Actor Film For ¨En Tus Manos¨ - Los Angeles International Film Festival[13]
- Ganador Mejor Corto Chevrolet / Smart Films /  Director - Cortometraje: Violeta